# Битка при Бремюл
Битката при Бремюл се състои на 20 август 1119 г. между войските на Хенри I, крал на Англия и Нормандия, и френския крал Луи VI.

## Предистория
Повод за военния сблъсък е породилия се спор между Луи и Хенри за това кой да бъде удостоен с титлата херцог на Нормандия. Като наследник на Вилхелм Завоевателя Хенри I възприема този лен като свое фамилно владение и титулярно право на престолонаследника на Английското кралство, а това е първородния му син Гийом Аделин. Неговият братовчед Гийом Клитон, граф на Фландрия, е фаворит на Луи VI за норманското херцогство.

## Битката
Битката се е състои в Нормандия в долината на река Сена, на територията на административен район Гайарбоа-Кресанвил в днешна Франция, департамент Йор, в близост до някогашната ферма Бремюл.
Завършила с разгром за френските рицари, битката е с по-малък мащаб, но е с важно политическо значение, тъй като предопределя окончателно независимостта на английския от френския монарх и поставя основите на по-късни конфликти между двете кралства. Макар и с мащаб по-скоро като при турнирна рицарска битка френските хроникьори от това време я описват като кърваво сражение, в което Луи VI, поради наднорменото си тегло, изпада в ситуация, в която един нормански конник сграбчва юздите на коня му и се провиква: ”Кралят е хванат!”. Луи Дебели бързо поваля рицаря с един удар, отвръщайки: ”Кралят не може да бъде хванат нито на война, нито на шах!”
В същото време нормандските хроникьори отбелязват, че в цялата битка имало само трима убити от френска страна и нито един от английска и че след паническото отстъпление на френския крал нормандските рицари са пленили голям брой французи и са забогатяли значително от изплатените за тях откупи.

## Последствия
В резултат на тази битка се налага френския крал да оттегли поддръжката си за бунта на нормандските барони от 1118 – 1119 г. и да признае правата на Англия над тази територия. Скоро след тази битка бунтът бива потушен и Англия укрепява позициите си на континента.

## Пояснения
1. ↑  Според англосаксонското наречие Уилиям Етелинг – Вилхелм Престолонаследника, достоен за Крал.
2. ↑  Принц, или латинизирана аналогия на Етелинг.
3. ↑  Френският крал остава в историята с прякора си Луи Дебели.